# Kinga von Gyökössy-Rudersdorf
Kinga von Gyökössy-Rudersdorf (* 22. April 1942 in Budapest als Kinga von Gyökössy) ist aufgrund ihres jahrzehntelangen Engagements für die Rechte von Frauen Trägerin der Brenz-Medaille der Evangelischen Landeskirche in Württemberg sowie des Verdienstordens des Landes Baden-Württemberg.

## Werdegang und Wirken
Gyökössy wuchs mit vier Geschwistern in Budapest auf und ging 1965 für ein Jahr nach Tübingen, wo sie als medizinisch-technische Assistentin im Radiologischen Institut arbeitete. 1972 heiratete sie den Theologen und Soziologen Karl-Heinrich Rudersdorf, mit dem sie im Auftrag des Deutschen Entwicklungsdienstes in Afghanistan und im Jemen tätig war. 1982 kam ihre Tochter Réka zur Welt. Sensibilisiert durch ihre Beobachtungen in unterschiedlichen Ländern, setzt sich von Gyökössy-Rudersdorf bis heute ununterbrochen und vielfältig für die Rechte von Frauen ein.

## Engagement
- 1977 Gründung des ersten autonomen Stuttgarter Frauenhauses, Mitglied im Beirat des Vereins „Frauen helfen Frauen“ e. V.[2]
- Gründung des ersten Deutsch-Migrantinnen-Arbeitskreises in Stuttgart[3]
- Mitarbeit im Stuttgarter Frauennetzwerk, Organisatorin der Internationalen Frauentage und des Equal Pay Days in Stuttgart
- Mitarbeit im Arbeitskreis Asyl Stuttgart und Tübingen
- Teilnahme am Runden Tisch gegen Zwangsheirat
- seit 1988 ehrenamtliche Mitarbeit in der Evangelischen Frauenarbeit der Landeskirche Württemberg
- seit 2006 ehrenamtliche Mitarbeit für die Evangelischen Frauen in Württemberg
- jahrzehntelang Referentin für die Kampagne für Saubere Kleidung (CCC)[4][5][6][7][8]
- Mitarbeit im Migrationsausschuss von Ver.di
- Kirchengemeinderätin in der ungarisch-protestantischen Gemeinde in Stuttgart/Bad Cannstatt[9]
- seit 1990 Engagement bei der „Weltkonferenz der Religionen auf dem Weg zum Frieden“ (WCRP), Ortsgruppe Stuttgart
- seit 1994 Mitorganisatorin des „Frauen-Weltgebetstages“ in der evangelischen Landeskirche
- langjähriges Ehrenamtliches Engagement im „Verein für eine gerechte Welt e. V.“ (Weltladen) in Fellbach[10]

## Auszeichnungen
- 2011 Brenz-Medaille der Evangelischen Landeskirche in Württemberg[11]
- 2012 Verdienstorden des Landes Baden-Württemberg[12]